# Таранов, Вячеслав Валерьевич
Вячесла́в Вале́рьевич Тара́нов (род. 20 марта 1975) — российский легкоатлет, специалист по тройным прыжкам и прыжкам в длину. Выступал на профессиональном уровне в 1994—2002 годах, чемпион Европы среди молодёжи, победитель и призёр первенств всероссийского занчения, участник ряда крупных международных турниров, в том числе чемпионата мира в Севилье. Представлял Волгоградскую область.

## Биография
Вячеслав Таранов родился 20 марта 1975 года. Сын известного волгоградского тренера и теоретика лёгкой атлетики Валерия Фёдоровича Таранова.
Занимался лёгкой атлетикой в Специализированной детско-юношеской спортивной школе олимпийского резерва «Каустик» в Волгограде, проходил подготовку под руководством заслуженного тренера России Вячеслава Александровича Догонкина.
Впервые заявил о себе на международном уровне в сезоне 1994 года, когда вошёл в состав российской сборной и выступил на юниорском мировом первенстве в Лиссабоне, где в зачёте тройного прыжка стал седьмым.
В 1996 году выиграл бронзовую медаль в прыжках в длину на зимнем чемпионате России в Москве.
В 1997 году в тройном прыжке взял бронзу на зимнем чемпионате России в Волгограде, одержал победу на молодёжном европейском первенстве в Турку.
В 1998 году в тройном прыжке победил на международном турнире «Русская зима» в Москве, стал бронзовым призёром на зимнем чемпионате России в Москве, принял участие в чемпионате Европы в помещении в Валенсии, где с результатом 16,75 занял в финале седьмое место. Также в этом сезоне отметился выступлениями на международных турнирах в Германии, Франции, Финляндии, Норвегии.
В 1999 году показал 11-й результат на зимнем чемпионате России в Москве, завоевал серебряную награду на летнем чемпионате России в Туле и бронзовую награду на Всемирных военных играх в Загребе. Благодаря череде удачных выступлений удостоился права защищать честь страны на чемпионате мира в Севилье — на предварительном квалификационном этапе тройного прыжка показал результат 16,45 метра, чего оказалось недостаточно для выхода в финал.
В 2000 году в тройном прыжке был четвёртым на «Русской зиме», третьим на Кубке губернатора в Самаре, пятым на зимнем чемпионате России в Волгограде, седьмым на Кубке России в Туле, девятым на Мемориале братьев Знаменских в Санкт-Петербурге, третьим на чемпионате Москвы, седьмым на летнем чемпионате России в Туле.
В 2001 году показал седьмой результат на зимнем чемпионате России в Москве и четвёртый результат на летнем чемпионате России в Туле, выиграл бронзовую медаль на Мемориале Куца в Москве.
В 2002 году взял бронзу на чемпионате России среди военнослужащих в Москве, получил серебро на чемпионате Москвы, занял шестое место на чемпионате России в Чебоксарах.